# Fontaine spatiale
 (novembre 2012).
Si vous disposez d'ouvrages ou d'articles de référence ou si vous connaissez des sites web de qualité traitant du thème abordé ici, merci de compléter l'article en donnant les références utiles à sa vérifiabilité et en les liant à la section « Notes et références ».

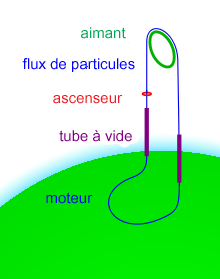
Le modèle de fontaine spatiale de Hyde

Une fontaine spatiale est un concept de transport spatial, soit une structure qui s'étend dans l'espace qui, à la différence d'un ascenseur spatial n'a pas besoin d'être aussi grand que l'orbite géostationnaire et n'est pas soutenue par la force de traction. La fontaine spatiale est une tour extrêmement haute qui s'étend à partir du sol. Comme une tour aussi haute ne pourrait pas supporter son propre poids en utilisant des matériaux traditionnels, des granulés sont projetés très rapidement vers le haut à partir du bas de la tour et redirigés vers le bas une fois qu'ils atteignent le sommet, de sorte que la force de redirection tienne le haut de la tour en l'air. Elle permet de monter ou de descendre des charges en les accrochant au flux de granules.
Les avantages d'une fontaine spatiale, comparée à un ascenseur spatial sont qu'il n'y a pas besoin de matériaux à haute résistance, qu'elle peut être placée à n'importe quel point de la surface d'une planète (au lieu des basses latitudes seulement), et qu'elle peut être érigée à des hauteurs plus faibles que l'orbite géostationnaire. Ses inconvénients majeurs viennent du fait qu'il s'agit d'une structure active à énergie extrêmement élevée. Elle exige une puissance constante pour compenser les pertes d'énergie et rester debout. La haute teneur en énergie de la composante cinétique de la structure menace aussi sans cesse de causer instantanément la destruction catastrophique de la fontaine si les systèmes de confinement tombent en panne.